# Kätti
Kätti (von engl. Catty) ist die deutsche Bezeichnung für das chinesische, in ganz Ostasien verbreitete Gewichtsmaß jīn (chinesisch 斤). Die Bezeichnung stammt ursprünglich aus Malaya.
100 Kätti ergeben ein Pikul (chinesisch 擔, Pinyin dàn).
Ein Kätti entspricht in Hongkong 604,79 Gramm, in Japan (dort kin genannt) und Taiwan 600 g und in der Volksrepublik China 500 g. In anderen asiatischen Ländern sind auch andere Umrechnungen gebräuchlich.
- Insel Sumatra 1 Kätti = 0,9603 Kilogramm[1]
- Batavia 1 Kätti = 0,61521 Kilogramm
- Japan (Gold- und Silber) 1 Kätti = 16 Tail = 160 Mas = 1600 Condorin = 0,5896 Kilogramm[2]
- Kanton 1 Kätti = 16 Tail/Täl/Lyangs = 160 Maca/Thsian = 1600 Condorin/Fen = 16.000 Li/Käsch = 0,6013312 Kilogramm[3]
- Malakka (Gold- und Silber) 1 Kätti = 20 Buncal/Tail/Täl/Lyangs = 64 Rupien = 256 Miam/Maas = 614,4 Carat = 860,16 Coubang = 1720,32 Busu = 0,92965 Kilogramm[4]
- Bangkok (Gold- und Silber) 1 Kätti = 1,20957 Kilogramm[5]